# Culemborgse Mixed Hockey Club
Culemborgse Mixed Hockey Club is een hockeyclub uit Culemborg.

## Geschiedenis
Op 25 oktober 1972 werd de Culemborgse Mixed Hockey Club opgericht. De oprichters waren Henk Kramer-Freher, Ada en Ruud Veen, Fie en Herman Sybrant en Kees Dresselhuys. Acht jaar later, in oktober 1980, werd het huidige clubhuis De Driemaster betrokken. In 1989 werd een kunstgrasveld met verlichting aangelegd. De vereniging gebruikte vanaf toen één kunstgrasveld en twee grasvelden. In de zomer van 2003 is de accommodatie volledig vernieuwd en zijn er twee nieuwe kunstgrasvelden aangelegd. Anno 2006 telt CMHC zo'n 600 leden.
In de zomer van 2011 is een nieuw semi-waterveld aangelegd. Ook is de accommodatie vernieuwd.